# Simpang Parit
Simpang Parit is een bestuurslaag in het regentschap Merangin van de provincie Jambi, Indonesië. Simpang Parit telt 684 inwoners (volkstelling 2010).